# Ángel Vallejo
Vallejo  Domínguez est un nom espagnol. Le premier nom de famille, en général paternel, est Vallejo ; le second, en général maternel, souvent omis, est Domínguez.
Ángel Vallejo Domínguez (né le 1er avril 1981 à Mijares) est un coureur cycliste espagnol. Professionnel entre 2005 et 2009, il a notamment remporté une étape du Tour de Langkawi.

## Palmarès
- 2004
  - 2ea étape du Tour d'Estrémadure (contre-la-montre)
  - Tour de Salamanque :
    - Classement général
    - 5e étape

  - 2e du Tour de León
- 2006
  - 10e étape du Tour de Langkawi
- 2008
  - Classement général du Tour des comarques de Lugo
  - 3e étape du Tour de Galice
  - Classement général du Tour d'Ávila
- 2009
  - 3e du Tour des Pyrénées
- 2010
  - Clásica de Pascua
  - Classement général du Tour d'Ávila
  - Classement général du Tour de León
  - Tour de Zamora :
    - Classement général
    - 3e étape
- 2011
  - 4e étape du Tour de Zamora
  - Grand Prix de la ville de Vigo
  - 3e du Tour d'Ávila
- 2012
  - Trofeo da Ascensión
  - Tour de La Corogne :
    - Classement général
    - 1re étape

  - 2e étape du Tour de Ségovie
  - 1re étape du Tour d'Ávila
  - 2e du Mémorial Manuel Sanroma
  - 2e du Tour de León
  - 3e du championnat d'Espagne sur route amateurs
- 2013
  - Tour de Zamora :
    - Classement général
    - 3e étape

  - Grand Prix de la ville de Vigo II

## Résultats sur les grands tours

### Tour d'Espagne
2 participations
- 2006 : 58e
- 2007 : 47e

## Classements mondiaux
| Année           | 2005   | 2006 | 2007 | 2008   | 2009 | 2010 | 2011 | 2012 | 2013 |
| --------------- | ------ | ---- | ---- | ------ | ---- | ---- | ---- | ---- | ---- |
| UCI Asia Tour   |        | 195e |      |        |      |      |      |      |      |
| UCI Europe Tour | 1 057e | 791e |      | 1 217e | 371e | 282e | 593e | 383e | 772e |